# Граншан-де-Фонтен
Граншан-де-Фонтен (фр. Grandchamps-des-Fontaines) — коммуна на западе Франции, находится в регионе Пеи-де-ла-Луар, департамент Атлантическая Луара, округ Шатобриан-Ансени, кантон Ла-Шапель-сюр-Эрдр. Расположена в 14 км к северу от Нанта, в 4 км от национальной автомагистрали N137.
Население (2017) — 6 016 человек.

## Достопримечательности
- Приходская церковь Успения Богородицы
- Часовня Нотр-Дам-де-Фонтен XVII-XVIII веков

## Экономика
Структура занятости населения:
- сельское хозяйство — 1,4 %
- промышленность — 11,0 %
- строительство — 13,6 %
- торговля, транспорт и сфера услуг — 50,1 %
- государственные и муниципальные службы — 23,8 %

Уровень безработицы (2016 год) — 6,6 % (Франция в целом — 14,1 %, департамент Атлантическая Луара — 11,9 %). 

Среднегодовой доход на 1 человека, евро (2016 год) — 23 680 (Франция в целом — 20 809, департамент Атлантическая Луара — 21 548).

## Демография
Динамика численности населения, чел.

## Администрация
Пост мэра Граншан-де-Фонтена с 2014 года занимает Франсуа Уврар (François Ouvrard). На муниципальных выборах 2020 года он возглавил единственный заявленный блок.
| Период | Период | Фамилия       | Партия        | Примечания            |
| ------ | ------ | ------------- | ------------- | --------------------- |
| 1983   | 2001   | Пьер Фавру    |               |                       |
| 2001   | 2014   | Жан-Люк Дюран | Разные правые | бухгалтер             |
| 2014   |        | Франсуа Уврар | Разные правые | агент по недвижимости |

## Города-побратимы
- Эштон Кейнс, Великобритания